# Historias de danzón & de arrabal
«Historias de danzón & de arrabal» es una canción interpretada por el cantautor mexicano Aleks Syntek. La canción fue lanzada por la empresa discográfica EMI Latin en agosto del 2007 como el segundo sencillo oficial de su tercer álbum de estudio, Lección de vuelo (2007). Fue escrita y producida por él mismo. La canción tiene toques del propio danzón estilo cubano.

## Videoclip
El video musical fue dirigido por David Arafat y Sergio Mejía y como artistas invitados tuvo a Susana Zabaleta, Irán Castillo, Martha Higareda, Julio Bracho y otros más.

## Lista de canciones
1. «Historias de danzón & de arrabal» - 5:26 (Aleks Syntek)

## Posicionamiento en listas
| \| País (Lista 2007) \| Posición más alta \| \| ---------------------------------------------------- \| ----------------- \| \| Estados Unidos (Billboard Bubbling Under Hot 100)[6] \| 14 \| \| Estados Unidos (Billboard Hot Latin Songs)[6] \| 6 \| \| Estados Unidos (Billboard Latin Airplay)[6] \| 15 \| \| Estados Unidos (Billboard Latin Pop Airplay)[6] \| 22 \| \| Estados Unidos (Billboard Tropical Airplay)[6] \| 24 \| \| México (Los 40)[7] \| 7 \| |                   |
| País (Lista 2007) | Posición más alta |
| Estados Unidos (Billboard Bubbling Under Hot 100) | 14                |
| Estados Unidos (Billboard Hot Latin Songs) | 6                 |
| Estados Unidos (Billboard Latin Airplay) | 15                |
| Estados Unidos (Billboard Latin Pop Airplay) | 22                |
| Estados Unidos (Billboard Tropical Airplay) | 24                |
| México (Los 40) | 7                 |